# Kleinvolderbergstraße
De Kleinvolderbergstraße (L55) is een 2,72 kilometer lange Landesstraße (lokale weg) in het district Innsbruck Land in de Oostenrijkse deelstaat Tirol. De weg is een zijweg van de Großvolderbergstraße (L371). De straat komt net buiten Volders (558 m.ü.A.) op deze Landesstraße uit. De Kleinvolderbergstraße zorgt voor een verbinding met Kleinvolderberg, een dorp behorend tot de gemeente Volders op 858 m.ü.A. hoogte gelegen in het Voldertal.